# Artists and Models (1937)
Artists and Models is een Amerikaanse filmkomedie uit 1937 onder regie van Raoul Walsh.

## Verhaal
Mac Brewster is de eigenaar van een reclamebureau. Hij wordt tot juryvoorzitter benoemd van het prestigieuze Artists and Models Ball en moet een balkoningin kiezen. Hij heeft zijn vriendin Paula Sewell de titel beloofd. Paula is echter een professioneel model en Macs invloedrijke zakenrelatie Alan Townsend wil dat de titel naar een doorsneemeisje gaat.

## Rolverdeling
| Acteur           | Personage                     |
| ---------------- | ----------------------------- |
| Jack Benny       | Mac Brewster                  |
| Ida Lupino       | Paula Sewell / Paula Monterey |
| Richard Arlen    | Alan Townsend                 |
| Gail Patrick     | Cynthia Wentworth             |
| Ben Blue         | Jupiter Pluvius               |
| Judy Canova      | Toots                         |
| Charles Adler    | Zichzelf                      |
| James V. Kern    | Zichzelf                      |
| George Kelly     | Zichzelf                      |
| Billy Man        | Zichzelf                      |
| Cecil Cunningham | Stella                        |
| Donald Meek      | Dr. Zimmer                    |
| Hedda Hopper     | Mevrouw Townsend              |